# 长乐站 (福州市)
长乐站位于中国福建省福州市长乐区首占镇鹏上村，是福平铁路上的一个铁路车站，由南昌局集团管辖。2020年12月26日随福平铁路通车而启用。

## 概况
福平铁路在福州市长乐区境内设置了长乐站、长乐东站、长乐南站，结束了长乐区无铁路客运站的历史，使长乐区成为“陆海空”综合性交通枢纽。
长乐段基本走向及里程为：大象山隧道（4306米）—塘屿村—首占特大桥（864米）—长乐站—长乐特大桥（2260米）—岱岭隧道（3205米）—青桥村—莲花山（站）—洋布村—古槐特大桥（1087米）—洋下村—长乐东站—港西村—石门特大桥（2110米）—石门村—高峰山隧道（7572米）—首祉村—长乐南站—海门隧道（1135米）—（海坛海峡特大桥）。
由于受站台长度限制，本站仅安排8节以下编组的动车组列车停靠。

## 车站结构
长乐站中心里程为DK32+540.25，最高聚集人数为1000人。车站为线正下站房，为钢筋混凝土框架结构、混凝土屋面，总建筑面积3999平方米。长乐站站台设在长乐特大桥上，是福平铁路所有车站中唯一将站台建在桥上的车站。

### 车站楼层
| 地上二层 | 侧式站台 | 侧式站台                          | 侧式站台 | 侧式站台 |
|          | 上行站台 | 福平铁路 平潭方向（下站：长乐东） |          |          |
|          |          | 福平铁路 平潭方向越行线           |          |          |
|          |          | 福平铁路 福州方向越行线           |          |          |
|          | 下行站台 | 福平铁路 福州方向（下站：福州南） |          |          |
|          | 侧式站台 |                                   |          |          |
| 地面     | 站厅     | 售票处、候车区、进站口、出站口    |          |          |